# El huevo o la gallina
El huevo o la gallina es un dilema que proviene de la expresión «¿Qué fue primero?», ya que del huevo nacen las gallinas y así respectivamente. Esta expresión llena de ambigüedad condujo a los filósofos antiguos a cuestionar cómo se originó la vida y el Universo.
En el habla popular, referirse a la cuestión «el huevo o la gallina» hace hincapié a la inutilidad de preguntarse que fue primero, pues esta sentencia es una falacia del tipo círculo vicioso.  
Referirse a este dilema también se utiliza como una forma de plantear la importancia sobre cuál es el punto medular que debe ser solucionado para resolver una situación compleja.
Es en esta forma de ver un problema en que yace la naturaleza fundamental de la cuestión, ya que la respuesta literal podría ser un tanto obvia.  El dilema, entonces, procura elevarse a cuestiones metafísicas, con un planteamiento metafórico. Para entender mejor dicha representación metafórica, la pregunta se puede reformular de la siguiente manera: «¿Qué vino primero, X que no puede venir sin Y o Y que no puede venir sin X?»

## Historia

### Filosofía
Diversos filósofos reflexionaron ante el dilema:
- Aristóteles (384 a. C.-322 a. C.) afirmó que lo primero en existir fue la gallina, pues el acto precede a la potencia.[2]
- Plutarco (46-126) hizo una comparación del dilema con la creación del mundo.[3]
- Macrobio (395-423 d. C.) destacó la trascendencia que suponía la cuestión.[4]
- Stephen Hawking y Christopher Langan concluyeron que fue primero el huevo que la gallina.[5] Langan presentó un detallado estudio del problema en 2001.[6][7][8][9][10]
- David Papineau, filósofo académico del King's College de Londres, opina que primero fue el huevo. Papineau comentó que un huevo es un huevo de gallina si en su interior lleva un pollo al igual que si un canguro pusiese un huevo y de él saliese un avestruz, el huevo sería de avestruz y no de canguro.[11]

### Teología
Las teorías creacionistas dan dos respuestas opuestas a la pregunta, haciendo fácilmente resolver el dilema, porque el creador es la creación de las gallinas adultas al poner los huevos y luego encontrar una solución para la eclosión, se evita entonces el problema de la regresión infinita.
Quienes solo admiten la interpretación de la Biblia de forma literal, desde el punto de vista del creacionismo, indican que las aves fueron creadas al igual que el resto del universo. El relato bíblico de la creación dijo que Dios creó a las aves, pero no menciona a los huevos.
Sin embargo, la evolución teísta establece que los pollos fueron creados por Dios a partir de huevos de gallinas. Así que Dios creó a las gallinas mediante evolución y pudo haberlas creado a partir de huevos. En escritos hindúes, los pájaros fueron creados por Dios mediante seres superhumanos según se dice en el Puranas y Dharmashastra.

### Evolución
Como las especies cambian con el paso del tiempo durante el proceso evolutivo, la primera gallina moderna antecesora de las gallinas domésticas no puede ser clasificada como tal. El ADN solo puede ser modificado antes del nacimiento, por lo cual la madre de la primera gallina (la cual no era una gallina tal como la conocemos), sufrió una mutación en la gestación mediante la cual el embrión que llevaba dentro cambió y se convirtió en la primera gallina, propiamente dicha. A partir de ese momento apareció la primera gallina, tal como lo entendemos ahora. Por tanto el huevo sería anterior a la gallina.
Pero esta deducción sería solo aplicable a la pregunta específica de qué fue antes "¿La gallina o el huevo de gallina?" (entendiendo huevo de gallina como el primero en contener una gallina), ya que si nos referimos al huevo, en general, dado que en la pregunta no se específica que el huevo sea de gallina, el huevo sería primero, ya que lógicamente el animal antecesor de la primera gallina también era ovíparo, y el hecho de que animales anteriores como los dinosaurios también eran ovíparos.
Lo importante es comprender que si se habla desde un punto de vista evolucionista los cambios no ocurren de súbito. Hay que entender que hubo dinosaurios con alas, picos y plumas, por lo tanto no hay que pensar que la gallina vino de una antecesor del lagarto o cocodrilo, más bien vino de un pariente de Archaeopteryx o de Anchiornis.

### Tiempo cíclico
En el Budismo existe la creencia sobre la "Rueda del Tiempo" el cual ve al tiempo como cíclico y con repetición de eras, tal como otras culturas de Mesoamérica (aztecas, mayas) y los indios nativos de Norteamérica creen. Esta idea da una respuesta distinta a la pregunta de "quién es primero" cuando está combinado con el concepto del Eterno Retorno el cual es bien conocido en Occidente gracias a Nietzsche. Este concepto asume que el tiempo es eternamente repetitivo, por consiguiente, no existe "primero" en la eternidad. Nada ha sido creado, siempre ha existido. La respuesta es entonces "ninguno es primero". El tiempo cíclico no permite que exista un "primero".

## Ejemplos
Hay muchos ejemplos de la vida real que se plantean con un análisis similar al dilema "huevo-gallina": 
- El miedo a un colapso económico hace que la gente gaste menos, lo que reduce la demanda y aumente la oferta, lo que causa un colapso económico (fenómeno que también puede considerarse una profecía autorrealizada).
- El temor a la violencia o la guerra puede conducir a que la gente adopte comportamientos defensivos o agresivos que, a su vez, producen más violencia y temor.
- Más empleos producen más consumo, lo que requiere más producción y, por lo tanto, más empleos.